# Liste von Persönlichkeiten der Stadt Homel
Die folgende Liste enthält Personen, die in der belarussischen Stadt Homel geboren wurden, chronologisch aufgelistet nach dem Geburtsjahr. Die Liste erhebt keinen Anspruch auf Vollständigkeit.

## Bis 1900
- Pjotr Karpowitsch (1874–1917), russischer Sozialrevolutionär
- Aaron Lebedeff (1875–1960), jüdischer Theaterschauspieler
- Alexander Zalmanov (1875–1964), russischer und französischer Arzt, Gerontologe
- Paluta Badunowa (1885–1938), russisch-belarussische Lehrerin und Politikerin
- Eliyahu Dessler (1891–1953), Rabbiner, Talmud-Gelehrter und jüdischer Philosoph
- Michail Schambadal (1891–1964), sowjetischer Übersetzer
- Lew Wygotski (1896–1934), Psychologe, Mitbegründer der Kulturhistorische Schule
- Alexander Lisjukow (1900–1942), sowjetischer Generalmajor

## 1901 bis 1950
- Fredric Rand Mann (1903–1987), amerikanischer Unternehmer und Botschafter
- Lew Schnirelman (1905–1938), russischer Mathematiker
- Anna Riwkin-Brick (1908–1970), schwedische Photographin
- Jewgeni Afanassenko (1914–1993), sowjetischer Diplomat und Politiker
- Sofja Kischkina (1914–1993), sowjetisch-russische Metallkundlerin
- Eliyahu Lankin (1914–1994), israelischer Diplomat und Politiker
- Marek Edelman (1919–2009), polnischer Kardiologe, Politiker und ein Kommandeur des Aufstands im Warschauer Ghetto (1943)
- Jelena Rschewskaja (1919–2017), sowjetisch-russische Schriftstellerin
- Michail Budyko (1920–2001), russischer Klimatologe, Geophysiker und Geograph
- Ilja Kremer (1922–2020), russischer bzw. sowjetischer Historiker und Germanist sowie Politologe
- Ilja Bela Schulmann (1922–2014), sowjetischer Dolmetscher
- Georgi Lopato (1924–2003), Computerpionier
- Anatoli Malofejew (1933–2022), sowjetisch-belarussischer Politiker
- Leanid Hejschtar (* 1936), sowjetischer Kanute

## 1951 bis 1980
- Jewgeni Gawrilenko (* 1951), sowjetischer Hürdenläufer
- Jauhen Haurylenka (* 1951), sowjetisch-belarussischer Hürdenläufer
- Alexander Jakowenko (* 1954), russischer Diplomat
- Sjarhej Sidorski (* 1954), von 2003 bis 2010 Regierungschef in Weißrussland
- Irina Uschakowa (* 1954), Fechterin
- Nikolai Kirow (* 1957), 800-m-Läufer und Olympiamedaillengewinner 1980
- Iryna Jattschanka (* 1965), Diskuswerferin und Olympiamedaillengewinnerin
- Uladsimir Kapytau (* 1965), belarussischer Ringer
- Eduard Burza (* 1967), deutscher Schauspieler, Synchronsprecher und Kampfchoreograf belarussischer Herkunft
- Sjarhej Rumas (* 1969), Politiker und Wirtschaftswissenschaftler
- Gennadij Chalepo (* 1969), deutscher Handballtrainer und ehemaliger belarussischer Handballspieler
- Andrei Melnitschenko (* 1972), russischer Milliardär und Unternehmer
- Wiktor Michalewski (* 1972), israelischer Schachspieler
- Tatsiana Kostromina (* 1973), Tischtennisspielerin
- Jelena Rudkowskaja (* 1973), Schwimmerin
- Vitali Feshchanka (* 1974), Handballspieler
- Andrej Klimovets (* 1974), deutscher Handballspieler belarussischer Herkunft
- Witali Schkljarow (* 1976), belarussischer und amerikanischer Politikberater und Wahlkampfleiter
- Seryoga (* 1976), Rapper
- Veronika Groiss (* 1977), Opern- und Konzertsängerin
- Ihar Makarau (* 1979), Judokämpfer und Olympiamedaillengewinner 2004
- Alena Popchanka (* 1979), belarussische und französische Schwimmerin
- Yuri Foreman (* 1980), israelischer Profiboxer belarussischer Herkunft und ehemaliger Weltmeister der WBA im Halbmittelgewicht
- Alesia Graf (1980–2024), deutsche Boxerin belarussischer Herkunft im Superbantamgewicht

## Ab 1981
- Wassil Kiryjenka (* 1981), Bahn- und Straßenradrennfahrer, Sieger bei den Europaspielen 2015
- Kanstanzin Siuzou (* 1982), Radrennfahrer
- Dsjanis Ossipou (* 1983), Freestyle-Skier
- Maxim Niederhauser (* 1984), österreichischer Bautechniker, Sachbuch- und Romanautor
- Wolha Sudarawa (* 1984), Weitspringerin
- Uladsimir Weramejenka (* 1984), Basketballspieler
- Anton Ameltschanka (* 1985), Fußballtorwart
- Anastasia Hagen (* 1985), ukrainisches Model und Pornodarstellerin
- Zimafej Dsejnitschenka (* 1986), Ringer
- Sjarhej Betau (* 1987), Tennisspieler
- Kazjaryna Hantschar (* 1988), Sprinterin
- Anton Prakapenja (* 1988), Handballspieler
- Michail Schysneuski (1988–2014), Journalist und politischer Aktivist, eines der ersten Todesopfer des Euromaidans und Held der Ukraine
- Barbara Prakopenka (* 1992), deutsche Schauspielerin belarussischer Abstammung
- Maksim Sacharau (* 1992), Eishockeyspieler
- Dsmitryj Schapawalau (* 1993), Eishockeyspieler
- Julija Blisnez (* 1994), Sprinterin
- Alexander Iwanow (* 1994), Sänger
- Aljaksandra Hisels (* 1995), Billardspielerin
- Mikita Uszinenka (* 1995), Eishockeyspieler
- Uladsislau Kadola (* 1996), Eishockeyspieler
- Uladsislau Kulesch (* 1996), Handballspieler
- Ilya Wolfsohn (* 1997), deutscher Schauspieler
- Andrej Klimawez (* 2001), Handballspieler
- Anastassija Siwucha (* 2002), Handballspielerin